# 뉴질랜드-대한민국 관계
이 문서에서는 뉴질랜드와 대한민국의 관계를 설명한다.
뉴질랜드는 1949년 대한민국을 한반도 유일 합법정부로 승인하였다. 이후 뉴질랜드는 한국전쟁 당시 약 6000명 정도의 지상군과 해군으로 이뤄진 부대를 파병하면서 남한을 군사적으로 지원하였다. 대한민국과 뉴질랜드 간 공식 수교는 1962년에 이루어졌으며 양국은 서로의 수도에 대사관을 설치하였다. 그 후 2015년 한-뉴 FTA가 발효되어 양국 간 교역이 이루어지고 있다. 양국은 경제적으로는 역내 포괄적 경제 동반자 협정, 인도-태평양 경제 프레임워크에 같이 몸담고 있으며, 군사적으로는 유엔군사령부에서 협력하며 군사정보보호협정, 상호군수지원협정을 체결하였다.

## 같이 보기
- 6.25 전쟁 기간 뉴질랜드의 군사사
- 카트콤